# 倉嶋清次
倉嶋 清次（くらしま せいじ、1948年〈昭和23年〉6月17日 - ）は、日本の政治家。元山梨県笛吹市長（1期）。市民団体「市民連合やまなし」共同代表。

## 来歴
北海道旭川市出身。北海道大学農学部を経て1972年（昭和47年）に農水（現在の農林水産省）に入省。東海農政局企画調整室長、農林水産大臣官房情報化対策室長、九州農政局農政部長を歴任し、2000年（平成12年）に退職した。
2012年（平成24年）、笛吹市長選挙に出馬。多目的アリーナの建設白紙を訴え、2012年10月21日投開票の結果現職の荻野正直を破り当選した。選挙結果は以下の通り。
※当日有権者数：57,141人 最終投票率：68.85%（前回比：-3.36pts）
| 候補者名 | 年齢 | 所属党派 | 新旧別 | 得票数   | 得票率 | 推薦・支持 |
| -------- | ---- | -------- | ------ | -------- | ------ | ---------- |
| 倉嶋清次 | 64   | 無所属   | 新     | 23,004票 | 59.53% |            |
| 荻野正直 | 67   | 無所属   | 現     | 15,640票 | 40.47% |            |

2016年10月23日の市長選挙で再選を目指すも新人の山下政樹に敗れ落選。前回市長選で破った荻野の得票を下回る結果となった。
※当日有権者数：58,230人 最終投票率：62.79%（前回比：-6.06pts）
| 候補者名 | 年齢 | 所属党派 | 新旧別 | 得票数   | 得票率 | 推薦・支持 |
| -------- | ---- | -------- | ------ | -------- | ------ | ---------- |
| 山下政樹 | 50   | 無所属   | 新     | 16,775票 | 46.64% |            |
| 荻野正直 | 71   | 無所属   | 元     | 11,508票 | 32.00% |            |
| 倉嶋清次 | 68   | 無所属   | 現     | 6,847票  | 19.04% |            |
| 岡仁     | 54   | 無所属   | 新     | 836票    | 2.32%  |            |

同年11月13日に任期満了に伴い退任。
2022年11月15日、翌年1月に行われる山梨県知事選挙へ出馬を表明。2023年1月22日の投開票の結果、現職の長崎幸太郎に敗れ落選。

## 笛吹市長時代の政策
三船敏郎ミュージアム構想
2015年8月、市の誘客拠点施設として俳優・三船敏郎の遺品などを展示する「三船敏郎ミュージアム」の建設構想を発表。三船敏郎のゆかりの品々をはじめ、三船が主演した映画「風林火山」にまつわる展示を行なうとし、建設費7億円のうち5億円を盛り込んだ補正予算案を笛吹市議会に提出した。しかし9月議会にて多数決の結果賛成4、反対16と否決され、倉嶋は10月に臨時議会を開く意向を示すも理解が得られず、「見込み違いで残念だ」として白紙撤回した。ミュージアム建設予定地だった旧NTT跡地は「笛吹みんなの広場」として整備されている。